# Henk Veenstra
Henk Veenstra (1925) is een Nederlands televisieregisseur. Hij werkte langere tijd voor de kindertelevisie van de NCRV en regisseerde in die functie 19 afleveringen van de populaire tv-serie Swiebertje. Hij regisseerde in 1974 ook de laatste aflevering waarin Swiebertje emigreert naar Canada. De laatste opnamen werden gemaakt op het Schepersveld in Hollandsche Rading, de woonplaats van Veenstra.
Andere programma's die Veenstra regisseerde waren onder meer: Uit oma's kabinet (1960-1969), een kinderprogramma waarin een sprookje wordt verteld uit oma's kabinet, Torias de tovenaar (1972) en Het koerhuis van papa Wirrewarre (later Kijkkast geheten) (1966 - 1972).
- International Standard Name Identifier: 0000 0003 9356 9601
- Nederlandse Thesaurus van Auteursnamen: 070414521
- Virtual International Authority File: 287858071